# Стельмах Андрій Олегович
Стельмах Андрій Олегович (нар. 24 лютого 1991) — український веслувальник, майстер спорту України міжнародного класу. Бронзовий призер літніх Паралімпійських ігор 2012 року.
Вихованець Черкаського обласного центру «Інваспорт».